# 岡田紀子
岡田 紀子（おかだ のりこ、1939年 - ）は、日本の哲学研究者、東京都立大学名誉教授。

## 来歴
玉川大学文学部教育学科卒。東京都立大学大学院人文科学研究科修士課程修了。1964年東京都立大学人文学部哲学科助手、講師、助教授、教授。2002年定年退任、名誉教授。

## 著書
- 『ハイデガー研究 言葉と思考』以文社 1976
- 『ハイデガーの真理論』法政大学出版局 1999
- 『ニーチェ私論 道化、詩人と自称した哲学者』法政大学出版局 《思想・多島海》シリーズ 2004
- 『ハイデガーと倫理学』知泉書館 2007
- 『ハイデガー研究 人間論の地平から』知泉書館 2010
- 『丸山眞男とハイデガー 近代・近代化を焦点に』晃洋書房、2014 ISBN 978-4-7710-2541-7

### 翻訳
- 『シェーラー著作集 2 倫理学における形式主義と実質的価値倫理学 中』吉沢伝三郎共訳 白水社 1976

## 参考
- 岡田紀子教授略歴・業績一覧 (岡田紀子教授退職記念論集) 人文学報 2002-03
- 『現代日本人名録』2002年